# Medetera congonsis
Medetera congonsis är en tvåvingeart som beskrevs av Dyte och Smith 1980. Medetera congonsis ingår i släktet Medetera och familjen styltflugor.
Artens utbredningsområde är Kongo. Inga underarter finns listade i Catalogue of Life.